# 2307 Garuda
2307 Garuda è un asteroide della fascia principale del diametro medio di circa 41,22 km.
Scoperto nel 1957, presenta un'orbita caratterizzata da un semiasse maggiore pari a 3,0438863 UA e da un'eccentricità di 0,0611177, inclinata di 7,72741° rispetto all'eclittica.
L'asteroide è dedicato alla divinità induista Garuḍa.